# Robert Huth
Robert Huth (wym. ˈʁoːbɛʁt ˈhuːt; ur. 18 sierpnia 1984 w Berlinie) – niemiecki piłkarz, który grał na pozycji obrońcy. W latach 2004–2009 reprezentant Niemiec. Uczestnik Mistrzostw Świata w 2006 roku. 
W swojej karierze występował w takich klubach jak: Chelsea, Leicester City, Stoke City oraz Middlesbrough.

## Życiorys

### Kariera klubowa
W czasach juniorskich trenował w VfB Fortuna Biesdorf, 1. FC Union Berlin i angielskim Chelsea F.C.. W latach 2002–2003 był piłkarzem rezerw tego ostatniego. 11 maja 2002, mając 17 lat, zadebiutował w rozgrywkach Premier League – miało to miejsce w przegranym 1:3 meczu z Aston Villa F.C.. Do gry wszedł w 46. minucie, zastępując Graeme’a Le Saux. W sezonach 2004/2005 i 2005/2006 wraz z Chelsea zdobył mistrzostwo kraju, a w 2005 roku także Tarczę Wspólnoty. W 2005 roku był łączony z transferem do Bayernu Monachium. 1 sierpnia 2006 odszedł za równowartość 8,9 mln euro do Middlesbrough F.C.. Po zakończeniu sezonu 2008/2009 klub ten został relegowany do ligi Championship. 1 sierpnia 2009 Huth został piłkarzem Stoke City F.C., a kwota transferu wyniosła 7 mln euro. Od 2 lutego do 31 maja 2015 przebywał na wypożyczeniu w Leicester City F.C., a po 1 lipca 2015 pozostał w tym klubie na zasadzie transferu definitywnego. W sezonie 2015/2016 zdobył trzecie w swojej karierze mistrzostwo Anglii. 1 lipca 2018 zakończył karierę piłkarską.

### Kariera reprezentacyjna
W 2004 roku wraz z reprezentacją Niemiec do lat 21 wystąpił na mistrzostwach Europy. 18 sierpnia 2004 zadebiutował w seniorskiej reprezentacji – w wygranym 3:1 meczu z Austrią, który został rozegrany w Wiedniu. Grał w nim od 86. minuty, gdy zmienił Andreasa Hinkela. W 2005 roku został powołany na rozgrywany w Niemczech Puchar Konfederacji. W meczu o 3. miejsce przeciwko Meksykowi zdobył gola na 3:2 po asyście Kevina Kurányi'ego (Niemcy wygrali go 4:3). W 2006 roku był członkiem kadry na mistrzostwa świata. Ostatnie spotkanie dla reprezentacji rozegrał 2 czerwca 2009 ze Zjednoczonymi Emiratami Arabskimi (7:2 dla Niemiec).

## Sukcesy

### Chelsea
- Mistrzostwo Anglii: 2004/05, 2005/06
- Puchar Ligi Angielskiej:

### Leicester City
- Mistrzostwo Anglii: 2015/16[11]

## Odznaczenia
- Srebrny Liść Laurowy (2006)[12]